# Гвоздков, Прокофий Захарович
Прокофий Захарович Гвоздков (1903—1975) — деятель колхозного движения, директор Дёминской опорно-показательной МТС, дважды Герой Социалистического Труда (1948, 1958).

## Биография
Родился 20 июля (7 июля по старому стилю) 1903 года в хуторе Краснокоротковский, ныне Новоаннинского района Волгоградской области.
Член ВКП(б)/КПСС с 1930 года. В 1928—1930 годах — председатель товарищества по совместной обработке земли. В 1930—1935 годах — председатель сельсовета. В 1936—1938 годах — председатель колхоза им. Ворошилова.
В 1938—1958 годах — директор Дёминской опорно-показательной МТС.
В 1958—1961 годах — председатель объединённого колхоза «Дёминский» Новоаннинского района Волгоградской обл. В 1961—1963 годах — директор совхоза им. Вильямса того же района.
Был делегатом XXI съезда КПСС (1959).
С 1964 года — персональный пенсионер.
Умер 5 мая 1975 года.

## Награды
- Дважды Герой Социалистического Труда:
  - 15.02.1948 — как директору МТС за высокие урожаи ржи,
  - 20.11.1958 — как председателю колхоза за успехи в развитии сельского хозяйства.
- Орден Ленина (1948, 1958).
- Медали СССР.
- Медали ВСХВ.

## Память
- В Советском районе Волгограда именем Прокофия Гвоздкова названа улица (район Волгоградской государственной сельскохозяйственной академии).
- В комитете по сельскому хозяйству и продовольствию администрации Волгоградской области открыта доска Героям Социалистического Труда, где размещён барельеф Гвоздкова П. З.[3]